# Combrit

Combrit este o comună în departamentul Finistère, Franța. În 1 ianuarie 2022 avea o populație de 4.271 de locuitori.